# Battaglia di Petrikowka
La battaglia di Petrikowka, o manovra di Petrikowka (in ucraino Petrykivka), ebbe luogo tra il 27 e il 30 settembre 1941 durante la campagna italiana di Russia nella seconda guerra mondiale.

## Le teste di ponte
Il 16 settembre la 9ª Divisione fanteria "Pasubio" fu momentaneamente incorporata nella 17ª armata dell'Heeresgruppe A al comando del Feldmaresciallo Paul Ludwig Ewald von Kleist e il 18 prese posizione sull'Orelj. Il 23 settembre la "Pasubio" costituì una testa di ponte a Zaritcianka oltre il fiume Dnieper al fine di consentire il passaggio sulla riva opposta delle unità corazzate tedesche. Per tre giorni il caposaldo resistette alle violente controffensive sovietiche mentre poco più a nord l'80º Reggimento fanteria "Roma" costituì a sorpresa una nuova testa di ponte a Voinovka. Con l'occupazione delle due teste di ponte le truppe corazzate tedesche avrebbero potuto traghettare i propri mezzi pesanti sull'altro lato del fiume e irrompere nello schieramento nemico.
Nel frattempo la 52ª Divisione fanteria "Torino" e la 63ª Legione CC.NN. d'Assalto "Tagliamento" si portarono a Dnipropetrovs'k mentre la 3ª Divisione celere "Principe Amedeo Duca d'Aosta" rimase a presidio lungo il Dnieper e preparandosi all'attraversamento.

## La manovra di Petrikowka
Il piano tedesco prevedeva a questo punto l'accerchiamento dei reparti russi pertanto si decise una manovra a tenaglia che avrebbe dovuto convergere sulla città di Petrikovka. L'operazione fu interamente affidata al CSIR di Giovanni Messe. Da nord-est la "Pasubio" e da sud-est la "Torino". La "Pasubio" fu nuovamente posta sotto il comando italiano.
Il mattino del 28 settembre 1941 la divisione "Torino" attaccò i sovietici allo scopo di estendere la testa di ponte e raggiungere Obuskvskje nonostante fosse contrastata dai campi minati e dalla tenace resistenza degli avversari, sfondando le linee avversarie a Kamenka tenute dalla 261ª divisione fucilieri.
Il giorno seguente sia alla divisione "Torino" che alla "Pasubio" fu ordinato di proseguire l'avanzata puntando su Petrikowka dove le due divisioni si sarebbero dovute ricongiungere e chiudere così la ritirata ai russi. Nel frattempo la "Celere" avrebbe sbarcato due battaglioni di bersaglieri sull'altra riva del Dnieper incominciando il rastrellamento dei russi racchiusi nella sacca che si sarebbe creata.
I due reggimenti della Torino 81° e 82° furono affiancati dalla 63ª Legione CC.NN. d'Assalto "Tagliamento" e il mattino iniziarono l'avanzata scontrandosi a più riprese con numerosi reparti russi in via di disfacimento prendendo numerosi prigionieri. Le avanguardie della "Torino" raggiunsero per prime Petrikowka incontrandosi poi con i reparti della "Pasubio" intorno alle 18.00. La "Celere" dopo aver traghettato i propri reparti al di là del fiume iniziò le operazioni di rastrellamento congiungendosi con gli altri reparti a Petrikowka in serata.
Le azioni di rastrellamento proseguirono anche il giorno successivo.
Nei tre giorni in cui si svolsero le operazioni il CSIR perdette 291 uomini dei quali 87 furono i caduti, 190 i feriti e 14 i dispersi mentre catturò numerose armi e quadrupedi. Circa 10 000 furono i prigionieri sovietici catturati.